# District de Scheibbs
Le district de Scheibbs est une subdivision territoriale du Land de Basse-Autriche en Autriche.

## Géographie

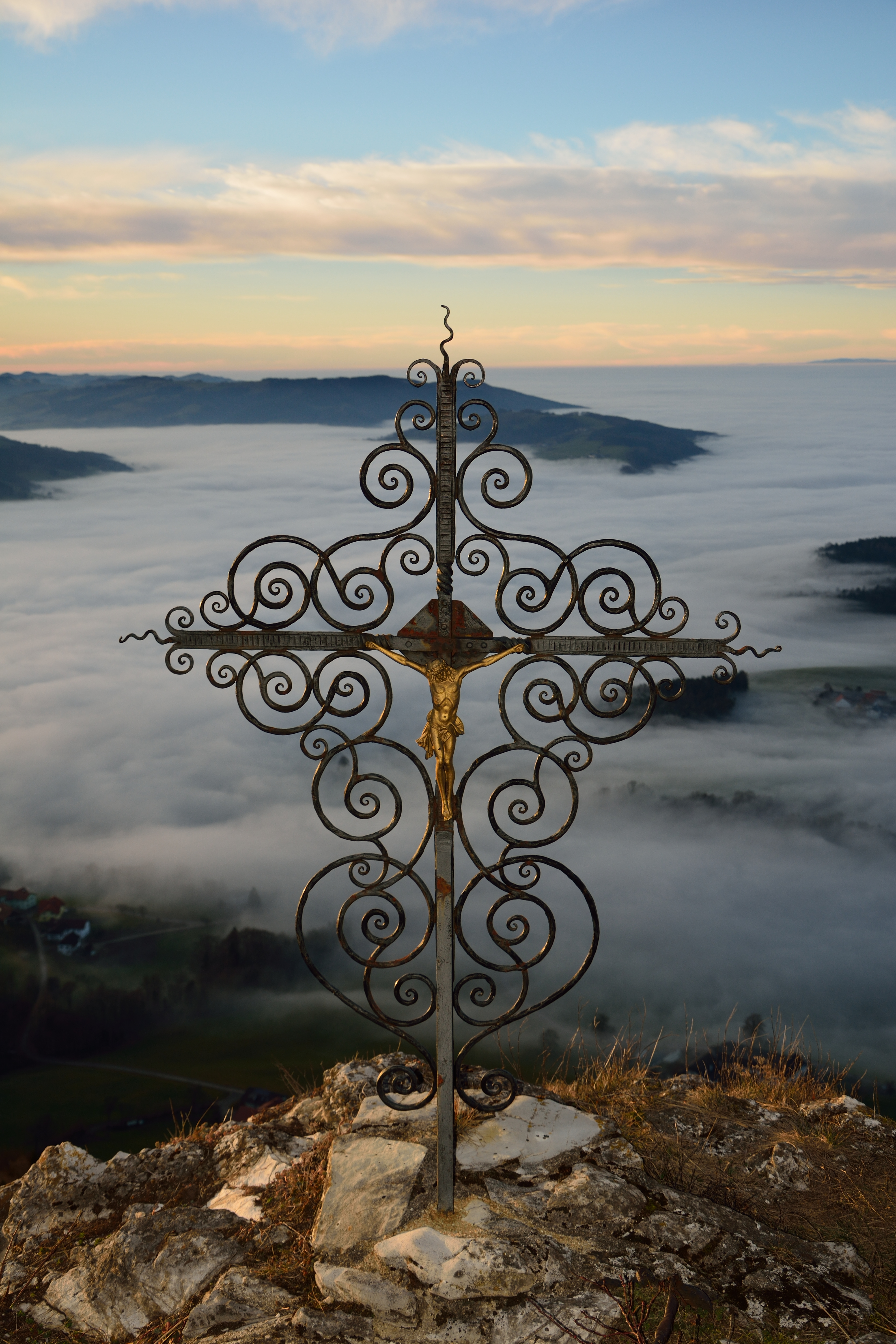
Croix en fer forgé sur le mont Blasenstein près de Scheibbs, avec du brouillard sur la vallée de l'Erlauf et du Danube.

### Lieux administratifs voisins
|  |  |  |
|  |  |  |
|  |  |  |